# Јазбина (роман)
Јазбина (фр. L'Assommoir) је седми роман циклуса Ругон-Макарови француског писца Емила Золе. Написан је 1877. године, а прича романа се одвија у сиромашним дистриктима Париза са акцентом на анализу проблематике зависности од алкохола тадашње париске радничке класе. Сматра се Золиним ремек-дјелом и био је одскочна даска за Золину репутацију широм Француске и свијета, са значајним комерцијалним успјехом.

## Радња романа
Роман је првенствено прича о Жервези Макуарт, која се на кратко појављује у првом роману у серији - "Богатство Ругона", бежећи у Париз са својим необузданим љубавником Лантиером да ради као праља у врућем, прометном вешерају у једном од тужнијих делова града.